# Autostrada A62 (Niemcy)
Autostrada A62 (niem. Bundesautobahn 62 (BAB 62) także Autobahn 62 (A62)) – autostrada w Niemczech prowadząca z zachodu szerokim łukiem na południe, od skrzyżowania z autostradą A1 na węźle Dreieck Nonnweiler w kraju Saary do skrzyżowania z autostradą A8 na węźle Dreieck Pirmasens w Nadrenii-Palatynacie.